# Perversión

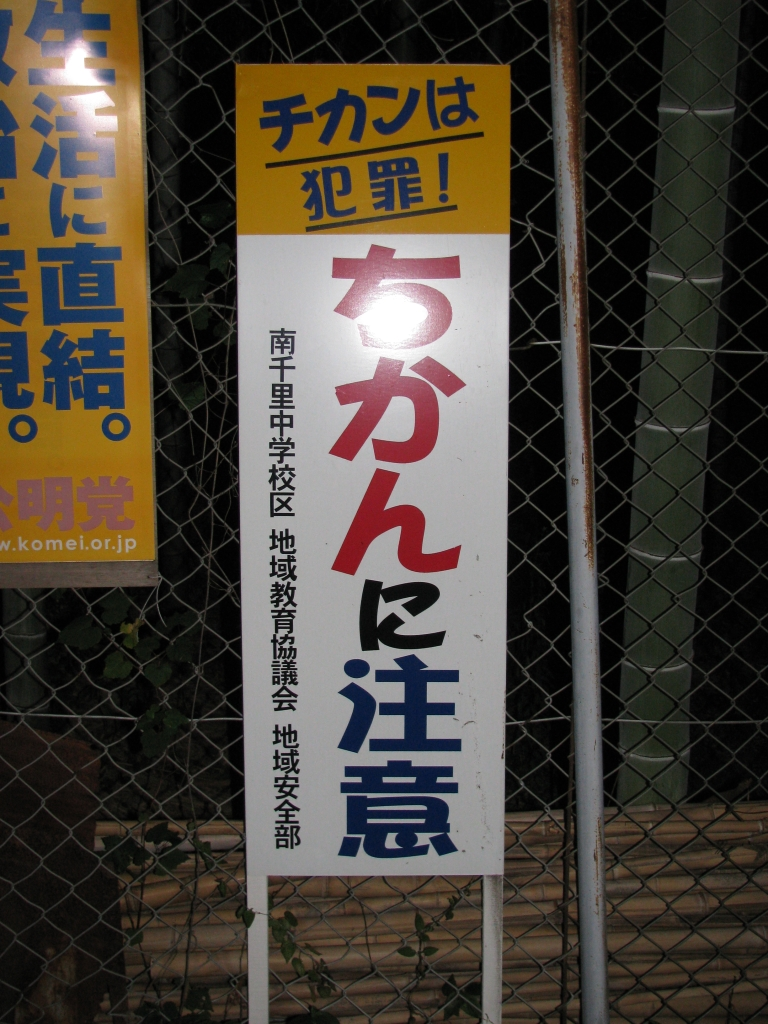
Señal en Osaka, Japón, avisando de pervertidos en la zona

Perversión, del latín pervertĕre (volcar, invertir o dar vuelta), es un término que históricamente fue utilizado por la psiquiatría clínica clásica, por la psicopatología y por los pioneros de la sexología para designar un comportamiento o un conjunto de prácticas sexuales que no se ajustaban a lo socialmente establecido como sexualidad normal en la época. Manifestaciones muy diversas de la sexualidad humana fueron englobadas por la psiquiatría del siglo XIX bajo este concepto: entre otras, el fetichismo, la pedofilia, el exhibicionismo, el sadomasoquismo, el voyeurismo y muchas otras «perversiones», algunas de las cuales han sido agrupadas por la psiquiatría actual bajo el concepto de parafilia y otras, como la homosexualidad, han dejado de ser consideradas como trastorno o enfermedad.
En psicoanálisis, la perversión es una entidad técnica que mantiene vigencia hasta la actualidad, pero desprovista de su connotación peyorativa. El término fue utilizado inicialmente  por Sigmund Freud, quien lo recogió desde la psiquiatría clásica, pero lo redefinió conceptualmente por completo (véase 
Disposición perversa polimorfa). Más tarde, se ha continuado utilizando, con diversos matices, por las distintas escuelas de psicoanálisis, ocupando un lugar central en la clínica estructural de Jacques Lacan, puesto que constituye una de las tres posiciones estructurales, junto a la neurosis y la psicosis. 
Si bien el término psicoanalítico igualmente refiere a una desviación de las preferencias sexuales respecto de la norma establecida, se halla desprovisto en la obra freudiana de connotaciones ofensivas o juicios valóricos, especialmente a partir de la publicación en 1905 de Tres ensayos sobre teoría sexual, donde en el contexto de su explicación de los mecanismos de la formación de síntomas, Freud define la neurosis como "el negativo de la perversión":

Buena parte de la oposición que han suscitado estas tesis mías se explica por el hecho de que se hace coincidir la sexualidad de la cual yo derivo los síntomas psiconeuróticos con la pulsión sexual normal. pero el psicoanálisis enseña todavía algo más. Muestra que los síntomas en modo alguno nacen únicamente a expensas de la pulsión sexual llamada normal (no, al menos, de manera exclusiva o predominante), sino que constituyen la expresión convertida (konvertiert) de pulsiones que se designarían perversas (en el sentido más lato) si pudieran exteriorizarse directamente, sin difracción por la consciencia, en designios de la fantasía y en acciones. Por tanto, los síntomas se forman en parte a expensas de una sexualidad anormal; la neurosis es, por así decir, el negativo de la perversión.
S. Freud (1905)

Por lo general, en contextos académicos se suele usar el plural («perversiones») para designar el término que históricamente la psiquiatría utilizaba (con anterioridad a que se comenzara a preferir el término más neutral de parafilia), reservando el singular («perversión») para referirse al concepto técnico psicoanalítico. 
Para el psicoanálisis de orientación lacaniana y su clínica estructural, el concepto de perversión constituye un elemento esencial del edificio teórico, puesto que designa, junto a la neurosis y la psicosis, una de las tres posiciones subjetivas estructurales descritas en su teoría.